# Offenland

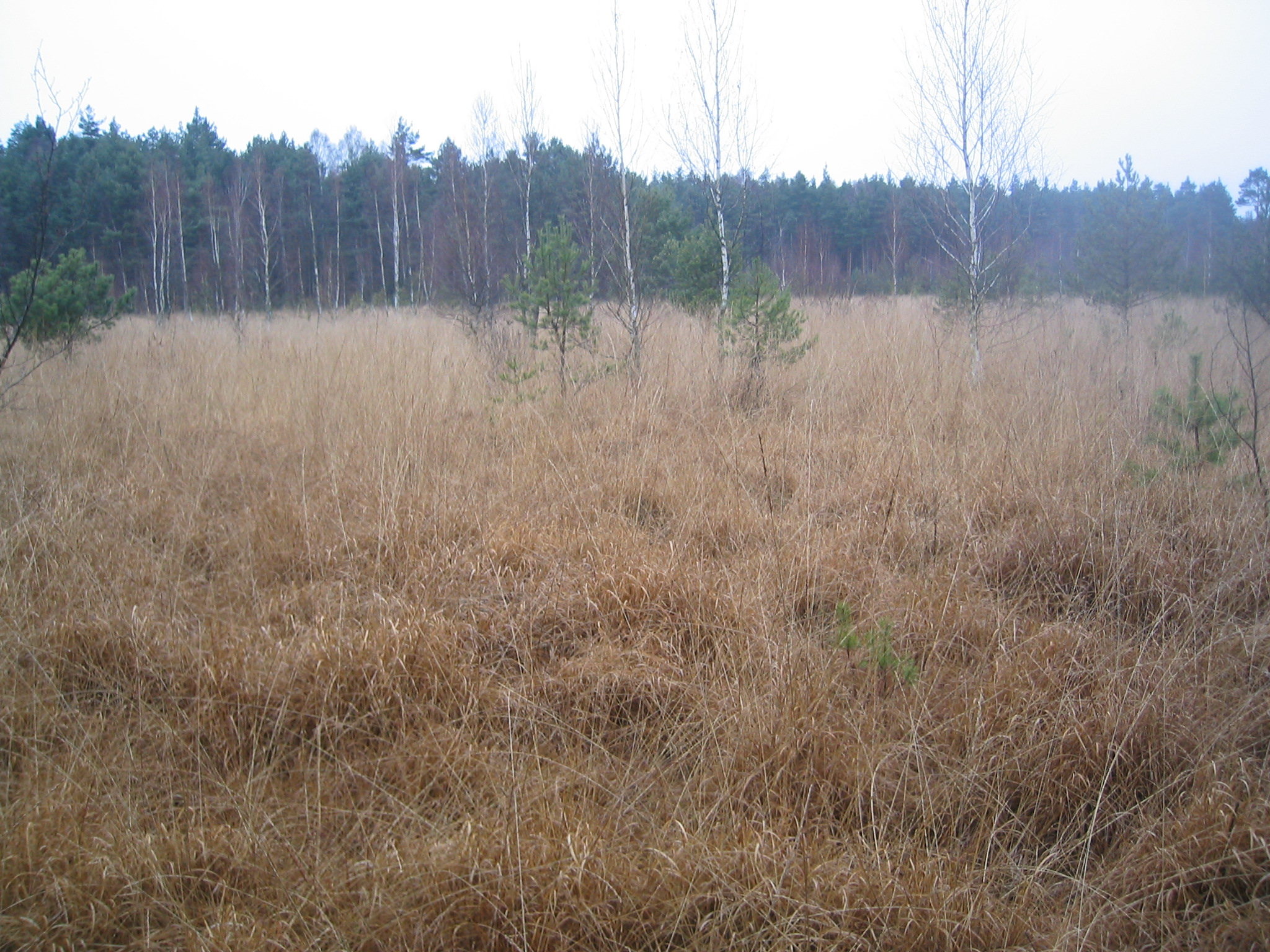
Offenland mit Pfeifengraswiese in der Lausitz im Frühstadium beginnender Verwaldung durch Birken- und Kiefernanflug

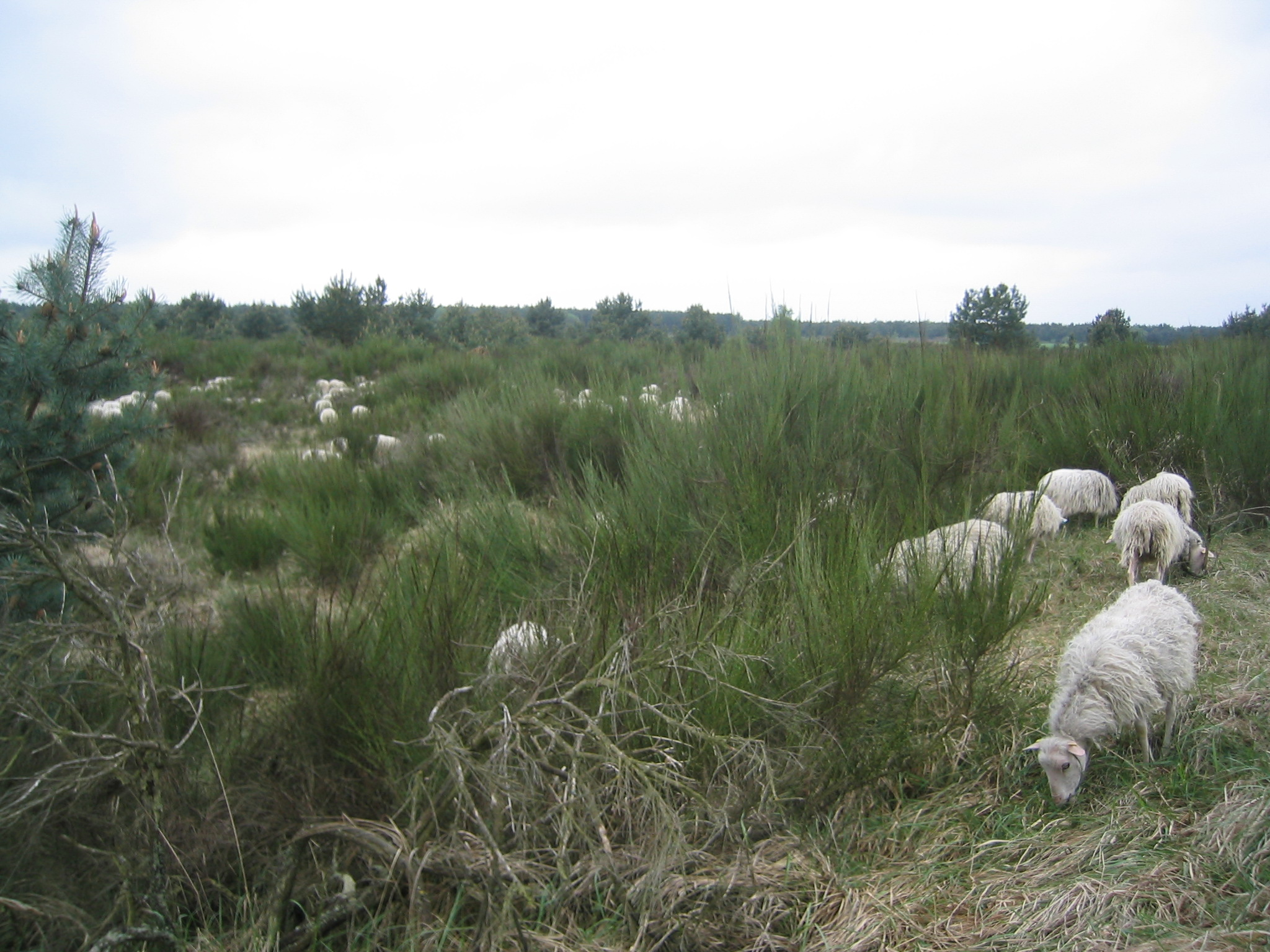
Halboffenland am Beispiel Besenginsterheide, die durch Moorschnucken gepflegt wird

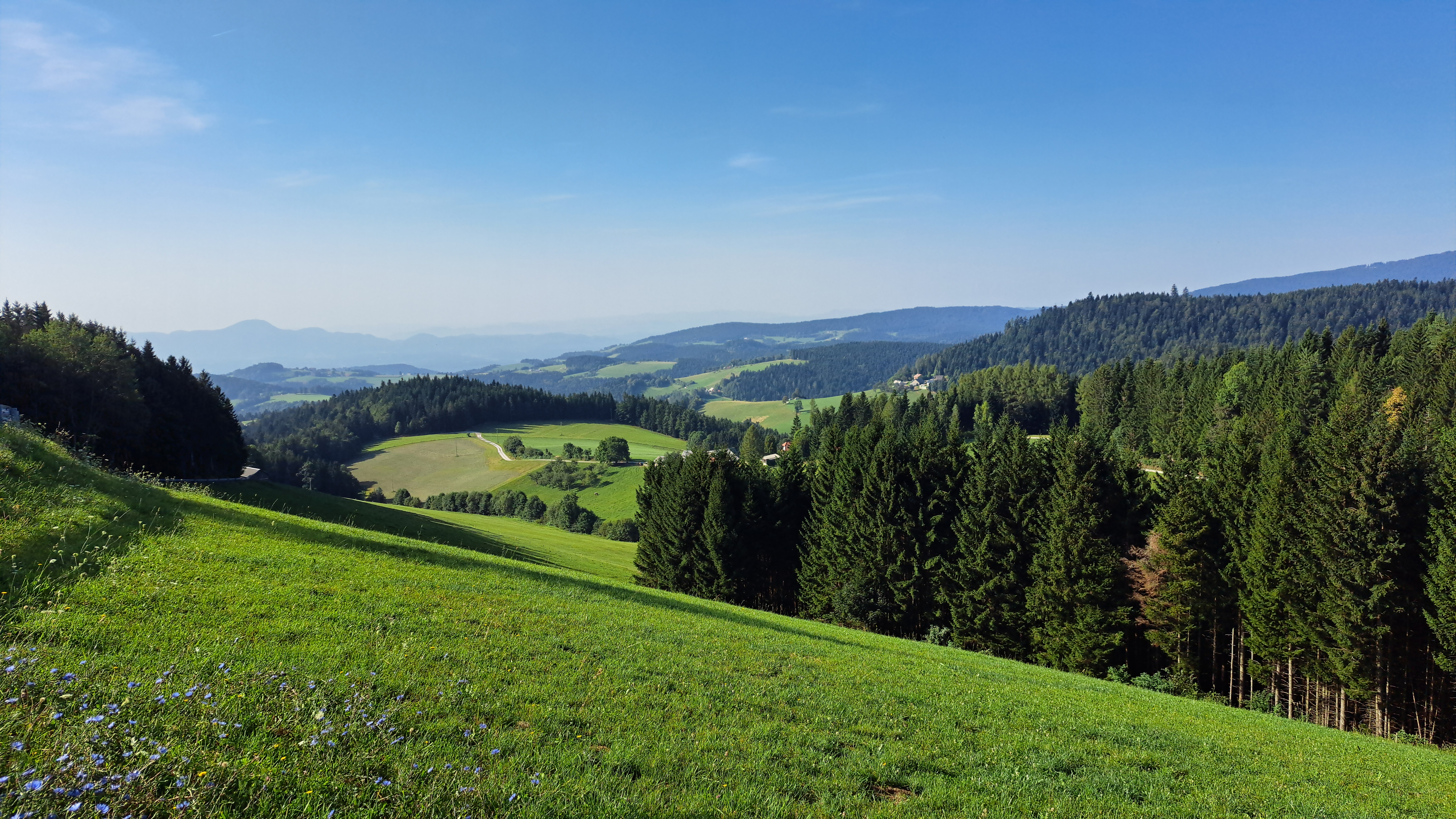
Durch Grünlandwirtschaft offen gehaltene Mittelgebirgslandschaft

Bei Offenland oder Offenlandschaft handelt es sich um nicht überbaute, nicht durch Bäume dominierte Gebiete – somit alle Biotoptypen, die nicht zum Wald zählen. Dazu gehören landwirtschaftlich genutzte Flächen wie Äcker und Grünland sowie natürliche Gebiete wie Moore und Blockhalden, halbnatürliche Heiden oder ehemals intensiver genutzte Gebiete wie stillgelegte Truppenübungsplätze oder Bergbaufolgelandschaften. Die größten natürlichen Offenlandbiome sind die Tundren in den Polargebieten, sowie die Steppen, Wüsten und Savannen in den trockenen Mittelbreiten, den Subtropen und Tropen. Ebenso wie Siedlungsräume gehören Verkehrswege nicht zum Offenland. Der Übergang zwischen Offenland und Wald lässt sich nicht eindeutig definieren, man bezeichnet ihn oft als Halboffenland.
Bei den Folgelandschaften handelt es sich im Sinne des Naturschutzes meist um wertvolle Landschaften, da diese gute Bedingungen für die Ansiedlung von selten gewordenen und speziell angepassten Tier- und Pflanzenarten bieten.
Aus einem Offenland entwickelt sich ohne menschlichen Eingriff meist durch Sukzession von Verbuschung über Vorwaldstadien letztlich ein je nach Bodentyp variierender Waldbiotoptyp. Zur Erhaltung und Pflege von Offenlandschaften bedarf es einer koordinierten Biotoppflege, die neben forstlichen Methoden auch durch Tiere erfolgen kann, die die Gehölze zurückbeißen.
Alternative, unter dem Begriff Megaherbivorentheorie bekannt gewordene Überlegungen gehen hingegen davon aus, dass auch ohne menschliche Einflüsse in vielen Regionen Europas, insbesondere im Tiefland, offene bis halboffene Landschaften die natürliche Vegetation darstellen würden. Demnach würde die Beweidung durch Pflanzenfresser zu ganz verschiedenen Sukzessionsstadien auf engstem Raum führen und auch ohne das Eingreifen des Menschen die Etablierung von Offenlandarten in Mitteleuropa ermöglichen.

## Landschafts- und Naturschutzgebiete namens Offenland
- Landschaftsschutzgebiet Offenland am nördlichen Ortsrand Brilon
- Landschaftsschutzgebiet Offenlandkomplex Rixen / Scharfenberg
- Landschaftsschutzgebiet Offenland Bindel / Möhnetal
- Landschaftsschutzgebiet Offenland am Ortsrand Alme
- Landschaftsschutzgebiet Offenlandflächen südwestlich Brilon
- Landschaftsschutzgebiet Offenland um Nehden